# Едді Гірн
Едвард «Едді» Гірн (англ. Edward «Eddi» Hearn; нар. 8 червня 1979) — британський промоутер у боксі, голова компанії «Matchroom Sport» («Matchroom Boxing»).

## Кар'єра  промоутера
Компанія «Matchroom Sport» була створена батьком Едді Гірна Баррі Гірном. Починаючи з організації поєдинку Девід Хей — Одлі Гаррісон у 2010 році Едді Гірн перебирає на себе обов'язки керівника Matchroom Boxing, підрозділу компанії «Matchroom Sport» , займаючись організацією боїв і  просуванням боксерів, які підписали контракт із компанією,  у рейтинг-листах боксерських організацій і виконанням компанією ексклюзивної телевізійної угоди про трансляцію боксерських поєдинків на британському спортивному телеканалі Sky Sports. Едді Гірн домовлявся про бої для таких боксерів своєї компанії як Карл Фроч, Ентоні Кролла, Джеймс Дегейл, Келл Брук, Ентоні Джошуа.
29 квітня 2017 року у Лондоні на стадіоні Вемблі Едді Гірн організував найбільший (по версії британських промоутерів) бій в історії Великої Британії: Ентоні Джошуа — Володимир Кличко.
10 травня 2018 року Едді Гірн уклав угоду з онлайн-стримінгом DAZN у рамках ''проєкту на мільярд'', яка тривала 2 роки із можливістю продовження терміну на 6 років і передбачала 32 боксерських шоу на рік (по 16 у США і Великій Британії). У червні 2021 року обидві фірми продовжили угоду. Серед боксерів, які виступали на платформі DAZN, чимало чемпіонів та ексчемпіонів світу різних вагових категоріїй.
2019 року Гірн був сопромоутером українського боксера Олександра Усика.
2019 року Гірн домовився про проведення боксерського поєдинку Енді Руїз — Ентоні Джошуа у Саудівській Аравії і був підданий критиці за це рішення через поганий стан прав людини в цій країні. У відповідь він заявив, що Саудівська Аравія хоче покращити свій імідж, а його завдання «надати найкращі можливості нашим бійцям».
У квітні 2021 року Баррі Гірн залишив посаду голови правління «Matchroom Sport», а його син Едді обійняв цю посаду, продовжуючи очолювати боксерський підрозділ.
2022 року домовився про проведення у Саудівській Аравії реваншу Олександр Усик — Ентоні Джошуа, після чого розпочалася його активна співпраця з саудівським урядовцем Туркі Аль-Шейхом, а також з іншим британським промоутером Френком Ворреном, результатом якої стали такі масштабні події в боксі, як поєдинки Ентоні Джошуа — Отто Валлін, Ентоні Джошуа — Франсіс Нганну, Ентоні Джошуа — Денієл Дюбуа і командний поєдинок «Queensberry» vs. «Matchroom» 5 на 5.